# Pisculeț
Pisculeț – wieś w Rumunii, w okręgu Dolj, w gminie Piscu Vechi. W 2011 roku liczyła 277 mieszkańców.